# Asplundia alata
Asplundia alata är en enhjärtbladig växtart som beskrevs av Gunnar Wilhelm Harling. Asplundia alata ingår i släktet Asplundia och familjen Cyclanthaceae. Inga underarter finns listade.